# Réserve (histoire)
Pour les articles homonymes, voir Réserve.
Du point de vue de l'histoire du droit de propriété, dans le cadre du système seigneurial qui s'établit en Europe occidentale au cours du Xe siècle, on appelle réserve ou réserve seigneuriale la partie d'un domaine foncier que le seigneur ne concède pas en tenures héréditaires à des paysans libres, en échange de diverses charges (cens, champart, corvées, etc.), ou à des serfs astreints au chevage et à la corvée. Il l'exploite directement à son profit (elle est parfois appelée directe), grâce au travail de domestiques et de paysans astreints à la corvée, placés sous la direction d'un régisseur du domaine. 
Le système seigneurial perdure au-delà du Moyen Âge ; en France, par exemple, il est aboli par l'Assemblée nationale constituante dans la nuit du 4 août 1789. Les seigneurs conservent alors la propriété de l'ancienne réserve[réf. nécessaire]. 

## Description
La réserve comporte l'essentiel des outils de production ou de transformation, comme les fours, les lavoirs, les moulins, les forges, les ateliers. Seul le seigneur est assez riche pour faire construire cet appareillage, qu’il met à la disposition de la population contre paiement d’une taxe. Pour garder cette taxe, les seigneurs décident par un ban d’interdire cette construction aux autres : ils s’en réservent le monopole et en imposent l’usage aux habitants de leur seigneurie.
Elle comporte aussi, en tant que domaine, des terres arables, cultivées. Le seigneur utilise comme main d’œuvre ses propres serfs qui vivent dans la réserve ou sur des tenures serviles, et peut aussi avoir recours à une main d’œuvre salariée, qu’il rétribue à la journée. Mais l’essentiel de la force de travail lui est apporté sous forme de corvées, imposées à ceux qui ne vivent pas sur la réserve. Le poids de ces corvées est très variable d’une région à l’autre. Certaines coutumes prévoient des corvées originales, comme d’irriguer les prés, de nettoyer les chenils, de filer la laine…
La réserve du seigneur comprend encore des cours d’eau, des étangs, et il possède des viviers à poisson. Il installe  des pêcheries aux abords des moulins. La réserve seigneuriale s’étend aussi sur les forêts, qui constituent des réserves de chasse. Le seigneur peut permettre aux paysans d’aller se servir dans la forêt : la coutume prévoit des droits d’usage de la forêt.
Avec les défrichements, qui sont nombreux, la réserve seigneuriale se réduit. Dans certaines régions, son amenuisement est assez marqué et dans ce cas elle est découpée en petites exploitations, ou tenures, qui sont distribuées aux paysans.
Cet amenuisement est compensé par l'amélioration des rendements, c'est-à-dire que le seigneur et sa famille peuvent vivre avec une superficie moins grande qu’avant.
D’ailleurs, les nouvelles concessions sont les parties les plus excentrées du domaine, et donc du point central de la seigneurie. Les parties les plus riches, les plus rémunératrices, restent au seigneur dans la réserve.
Ce déclin de la réserve se traduit également par la disparition progressive des ateliers artisanaux : de plus en plus fréquemment, les artisans s’installent dans les villes, renaissantes à l’époque. Les corvées deviennent moins nombreuses et s’allègent considérablement. Elles sont remplacées par des redevances en argent.
Le seigneur, à l’origine, était un entrepreneur du sol, et encore à l'époque moderne, comme en Nouvelle-France. De plus en plus souvent, on constate qu’il devient un rentier qui perçoit  sur ses paysans des redevances, dont il se sert pour assurer le fonctionnement budgétaire de la seigneurie, le soutien militaire à son suzerain et pour vivre.